# Макс Кюн
Макс Кюн (нім. Max Kuehn; ? — 1920) — німецький льотчик-ас, віцефельдфебель Імперської армії (липень 1918).

## Біографія
Учасник Першої світової війни. У 1918 році служив у 21-й винищувальній ескадрильї. Кюн став фахівцем з полювання за аеростатами, що висіли над французьким сектором фронту: 7 із 11 збитих ним літальних апаратів були аеростатами, ще 2 перемоги над літаками залишились непідтвердженими.